# Fairmount (Nova York)
Fairmount és una concentració de població designada pel cens dels Estats Units a l'estat de Nova York. Segons el cens del 2000 tenia 10.795 habitants.

## Demografia
Segons el cens del 2000, Fairmount tenia 10.795 habitants, 4.397 habitatges, i 3.108 famílies. La densitat de població era de 1.236,8 habitants/km².
Dels 4.397 habitatges en un 28,7% hi vivien nens de menys de 18 anys, en un 57,8% hi vivien parelles casades, en un 10,2% dones solteres, i en un 29,3% no eren unitats familiars. En el 25,5% dels habitatges hi vivien persones soles el 14,1% de les quals corresponia a persones de 65 anys o més que vivien soles. El nombre mitjà de persones vivint en cada habitatge era de 2,46 i el nombre mitjà de persones que vivien en cada família era de 2,96.
Per edats la població es repartia de la següent manera: un 23,1% tenia menys de 18 anys, un 5,6% entre 18 i 24, un 27,3% entre 25 i 44, un 22,8% de 45 a 60 i un 21,2% 65 anys o més.
L'edat mediana era de 41 anys. Per cada 100 dones de 18 o més anys hi havia 84,4 homes.
La renda mediana per habitatge era de 48.329 $ i la renda mediana per família de 56.686 $. Els homes tenien una renda mediana de 39.780 $ mentre que les dones 29.287 $. La renda per capita de la població era de 21.806 $. Entorn del 2,5% de les famílies i el 3,7% de la població estaven per davall del llindar de pobresa.